# Гуго III (герцог Бургундии)
Гуго (Юг) III (фр. Hugues III de Bourgogne, ок. 1148 — 25 августа 1192, Акра) — герцог Бургундии с 1163, сын герцога Бургундии Эда II и Марии, дочери Тибо IV, графа Блуа.

## Биография
После смерти отца Эда II в 1162 году во время паломничества в Святую Землю Гуго унаследовал герцогство, в котором правил сначала под опекой своей матери Марии де Блуа, которая через несколько лет ушла в монастырь, а в 1174 году стала настоятельницей аббатства Фонтевро. Историками Гуго описан как завоеватель, поэтому рост герцогства под властью Гуго III завершил период мира и стабильности в Бургундии.
В 1165 году Гуго женился на Аликс, дочери герцога Лотарингии Матье I и Берты Швабской.
Он оказался вовлеченным в конфликт в 1166 году с королём Франции Людовиком VII вместе с графом Шалона Гильомом I и его сыном Гильомом II. В результате войны король конфисковал графство Шалон, а Гильом I умер в изгнании в 1168 году.
В 1171 году Гуго отправился в Святую Землю, вместе со Этьеном I де Сансером, где он воевал несколько месяцев, а затем вернулся во Францию. До его возвращения в Бургундию в 1174 году Ги I, граф Невера, и Ги, сеньор де Вержи, отказались признать себя его вассалами. В результате конфликта, Ги Неверский в 1174 году попал в плен и был заключён в Бон, где пробыл до 1175 года.
Летом 1182 года разразилась война между английским принцем Генрихом Молодым и его братом, будущим королём Англии Ричардом, герцогом Аквитании. Гуго вместе с графом Тулузы, Раймундом V, принял сторону Генриха. Война закончилась смертью последнего. Гуго вернулся в свои владения, а Ричард остался хозяином положения.
В 1183 году Гуго расторгнул брак со своей первой женой Аликс, после чего в том же году вступил в брак с Беатрисой д’Альбон, дофиной Вьеннской, дочерью Гига V, графа д’Альбон и Беатрисы Иерусалимской.
Когда Филипп II унаследовал французский трон в 1180 году, Гуго отказался приносить тому вассальную присягу, но Филипп II, не потерпев ущемления королевских прав, начал войну в 1183 году, при поддержке сеньора де Вержи. Эта война стала частью общей войны крупных вассалов французского короля против своего сюзерена. Война длилась в течение трех лет до 1186 года. Филипп, в марте 1186 года, совершил нападение на город Шатильон. Город пал, и его гарнизон во главе с сыном Гуго III, Эдом, был взят в плен. Вскоре был заключен мир, и Гуго заплатил крупный выкуп за освобождение сына при посредстве императора Священной Римской империи Фридриха I Барбароссы, который отказался поддерживать противников короля Франции.
Гуго способствовал усилению своей власти внутри герцогства в 1187 году, когда переехал из Бона, в Дижон, что привело в частности к превращению Дижона крупный торговый центр.
В конце лета 1190 года Гуго отправился вместе с Филиппом II в Третий крестовый поход, приняв в участие в осаде Акры, которая привела к падению города 12 июля 1191 года. Когда Филипп II Август вернулся летом 1191 года во Францию, он сделал Гуго командующим французскими войсками. Он был надежным союзником своего бывшего противника, Ричарда Львиное Сердце, с которым вместе сражался против Саладина. Гуго сыграл значительную роль в битве при Арсуфе, разделив славу победы с Ричардом 7 сентября 1191 года. Гуго умер в следующем году, в Святой земле. Герцогом Бургундии стал его старший сын Эд.

## Брак и дети
1. Жена с 1165 года, брак расторгнут в 1183-м: Аликс (ок. 1145 — до 1200), дочь Матье I, герцога Лотарингии. Дети:
- Эд III (1166—6 июля 1218), герцог Бургундии с 1192
- Александр (1172/1178—6 сентября 1205), сеньор де Монтегю
- Мария (ок. 1175—после 1219); муж с 1190 или ранее: Симон I (ум. 1219), сеньор де Семюр
- Аликс (р. 1177); муж: Беро II де Меркёр (до 1151—ок. 1208)

2. Жена с 1 сентября 1183 года: Беатрис д'Альбон (1161—15 декабря 1228), графиня Альбона, дочь Гиг V, графа Альбона, вдова Альберика Тайефера Тулузского. Дети:
- Андре-Гиг VI (1184—14 марта 1242), дофин Вьеннский с 1228
- Матильда (ок. 1190—26 марта до 1242); муж с января 1214: Жан I (1190—30 августа 1267), граф де Шалон
- Анна Бургундская (1192—1242); муж с 1222: Амадей IV (1197—24 июня или 13 июля 1253), граф Савойский